# GDP密度

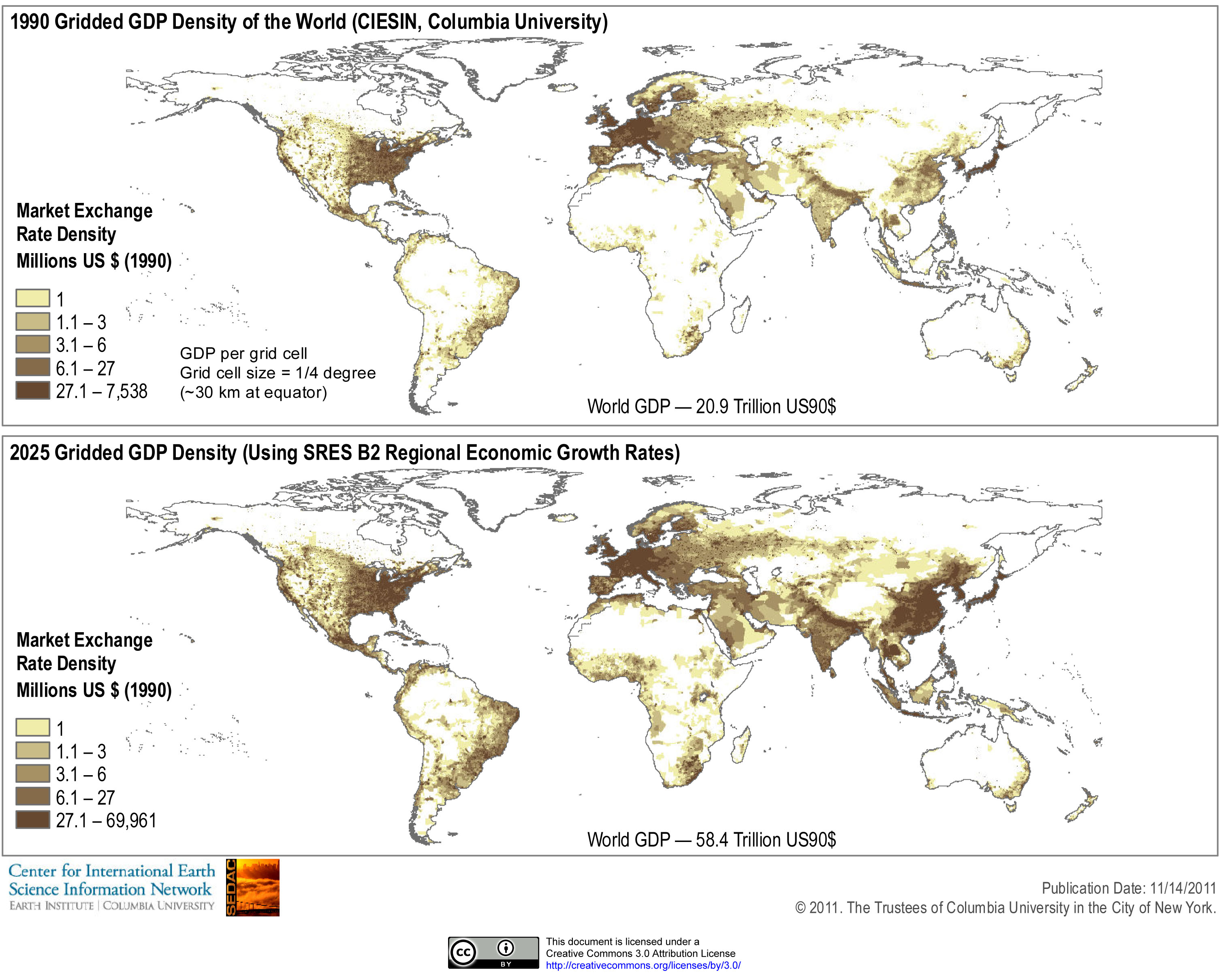
1990和2025年的全球GDP密度图

GDP密度或地均GDP是指单位面积内的域内生产总值，用于衡量一个地区或国家经济活动的集中程度。它可以用GDP除以面积，或人均GDP乘以该地区的人口密度来计算。
GDP密度展示了地理对经济的影响，以及土地的开发利用程度。人口和经济活动高度集中的地区，如大城市，通常有更高的GDP密度，而经济活动较分散或土地不适合开发的地区，如沙漠、农村或自然保护区，其GDP密度通常较低。这一指标被广泛用于研究城市化、区域经济发展和土地利用效率等问题。